# 朴明善
朴 明善（朴命善、パク・ミョンソン、朝鮮語: 박명선、1943年6月15日 - ）は、朝鮮民主主義人民共和国の女性政治家。内閣副総理、人民奉仕総局総局長、祖国統一汎民族連合北側本部副議長などを歴任した。朝鮮民主主義人民共和国オリンピック委員会委員長、最高裁判所所長、体育相などを歴任した朴明哲は兄。

## 経歴
1943年に生まれた。出生地は不明。1986年に平壌直轄市対外奉仕総局長に任命され、1998年7月に最高人民会議第10期代議員に選出された。1998年には国家観光総局長に転じ、1999年に祖国統一汎民族連合北側本部副議長を兼任。1999年に内閣対外奉仕局長に転じ、2003年4月には金日成勲章を受章。同年8月に実施された最高人民会議第11期代議員選挙では代議員から脱落した。2006年に平壌外国奉仕学院院長に任命され、2008年には朝鮮料理協会会長を兼任。
2009年3月8日に実施された最高人民会議第12期代議員選挙で代議員に再選され、同年9月4日に最高人民会議常任委員会が出した政令により内閣副総理に任命された。しかし、2010年6月7日に開かれた最高人民会議第12期第3回会議で内閣副総理職を召喚された。2011年には人民奉仕総局総局長に任命されたが、2014年に解任された。

## 参考サイト
- 북한정보포털